# Henrik Grönroos
Henrik Grönroos, född 21 januari 1908, död 5 augusti 2007, var en finländsk bibliotekarie och hedersdoktor.
Grönroos arbetade vid Helsingfors universitetsbibliotek. År 1975 utkom Grönroos bibliografi, Finlands bibliografiska litteratur.  